# Lenaert Jansz de Graeff
Lenaert Jansz de Graeff (Amsterdam, 1525 / 1530 – prima del 1578) è stato un patrizio, grossista, capo militare e comandante del Watergeuzen (I pezzenti di mare) olandese.

## Biografia

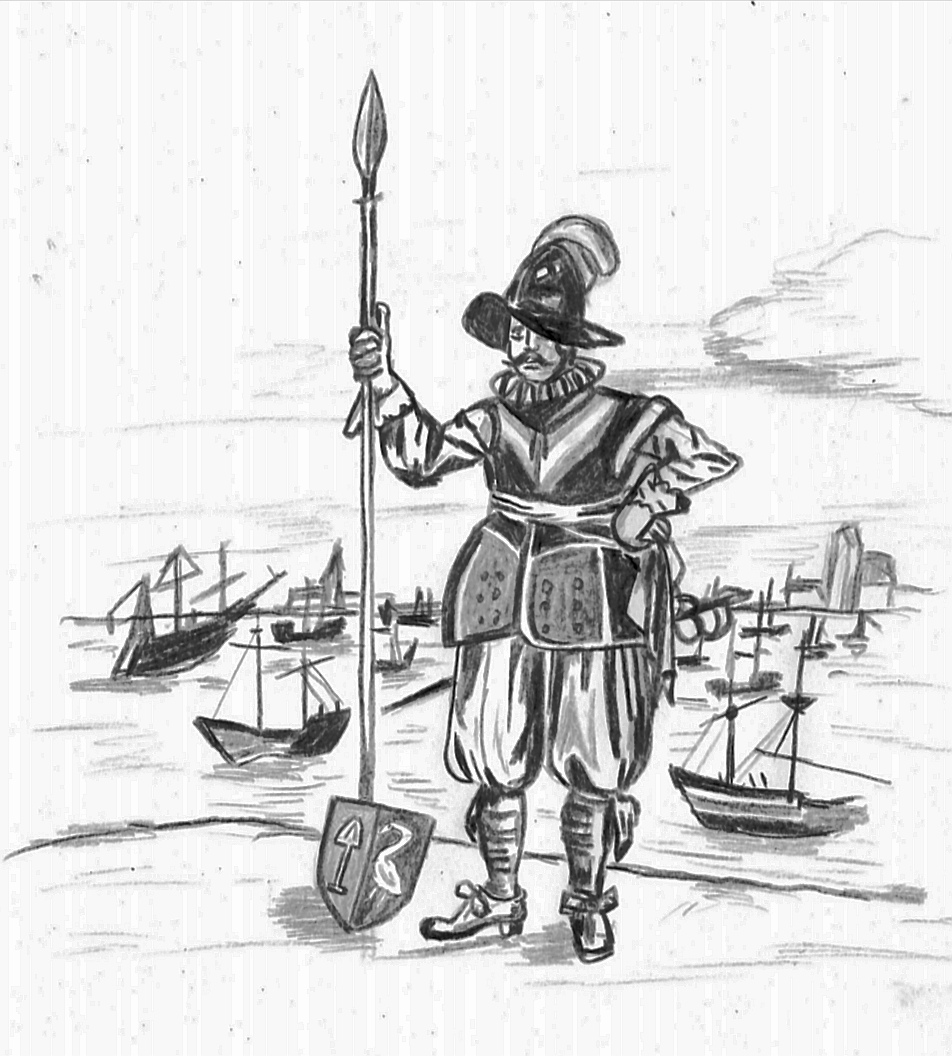
Lenaert Jansz de Graeff

Era un membro della famiglia patrizia De Graeff. Figlio di Jan Pietersz Graeff, consigliere comunale di Amsterdam e fratello maggiore di Dirk Jansz Graeff, sindaco di Amsterdam e amico di Guglielmo I d'Orange. Lenaert era amico e compagno d'armi del “Grote Gesù” (Grande Geus) Enrico, conte di Bréderode  e suo vice come comandante militare ad Amsterdam.
Era un  capitano dei Watergeuzen, che combatté nella Guerra degli Ottant'anni. Lenaert ebbe un ruolo determinante nella Presa di Brielle nel 1572. Nei libri storici contemporanei, Lenaert Jansz de Graeff è menzionato come uno dei leader dei Watergeuzen, insieme a Guglielmo II di La Marck e Willem Bloys van Treslong. Il suo personaggio è stato descritto nel romanzo storico De erfenis van de Grote Geus.